# ديك ماركس
ديك ماركس (بالإنجليزية: Dick Marx)‏ هو عازف جاز وعازف بيانو وملحن أمريكي، ولد في 12 أبريل 1924 في شيكاغو في الولايات المتحدة، وتوفي في 12 أغسطس 1997 في هايلاند بارك في الولايات المتحدة.

## وصلات خارجية
- ديك ماركس على موقع ميوزك برينز (الإنجليزية)
- ديك ماركس على موقع ميوزك برينز (الإنجليزية)
- ديك ماركس على موقع أول ميوزيك (الإنجليزية)
- ديك ماركس على موقع ديسكوغز (الإنجليزية)
- ديك ماركس على موقع ديسكوغز (الإنجليزية)